# Compagnia Baccalà
 (décembre 2020).
Compagnia Baccalà, appelé auparavant Baccalà clown, est un duo de clowns créé en 2004. Le duo composé de la clown tessinoise Camilla Pessi et du clown sicilien Simone Fassari s'est rencontré en fréquentant la Scuola Dimitri - une école d'art du mouvement fondée par le clown Dimitri.

## Histoire
La tessinoise Camilla Pessi et le sicilien Simone Fassari se sont rencontrés durant leurs études à l'école d'art du mouvement fondée par Dimitri à Verscio,,. Les deux artistes débutent leurs carrières séparément mais se croisent à l'occasion de certains projets ou représentations. En 2004, ils décident de s'associer et fondent une compagnie vouée à l'art du clown, la Compagnia Baccalà. Les deux clowns se produisent dans plusieurs cirques et théâtres entre 2005 et 2009. À partir de 2008, Camilla Pessi et Simone Fassari collaborent avec l'artiste Valerio Fassari au sein de la compagnie.
En 2010, les membres de la compagnie créé un spectacle - « Pss Pss » -, mis en scène par Louis Spagna. Les artistes entament les représentations et rencontrent un succès international avec plus de 700 représentations et des passages à Broadway, au Japon ou au Festival off d'Avignon,.

## Art clownesque
L'univers des deux clowns est principalement poétique, subtil et burlesque,,,. Leurs personnages présentent des caractères simples, empreints de naïveté. Formés aux arts du mouvements (mime, etc.), les deux acolytes s'inspirent de l'expression corporelle propre au cinéma muet et d'artistes comiques tels que Charlie Chaplin, Buster Keaton ou Jacques Tati. Sur scène, Simone Fassari et Camilla Pessi restent muets, se contentant de rares onomatopées qui inspirent les titres de leurs spectacles.
Sur le plan technique, Simone Fassari est spécialiste de jonglerie, d'équilibre d'objets et de portage. Camilla Pessi est quant à elle experte en acrobatie, notamment la voltige et la corde à sauter. Outre ces facettes, les deux artistes peuvent jouer de l'accordéon (Camilla Pessi) et de la trompette (Simone Fassari).

## Spectacles
- « Pss Pss », créé en 2010, mis en scène par Louis Spagna[1]
- « Oh Oh », créé en 2018[3],[6]

Les titres de leurs spectacles viennent des rares sons qu'ils émettent sur scène,.

## Récompenses et distinctions
- Camilla Pessi et Simone Fassari se voient attribuer le Prix du Cirque du Soleil en 2009[1].
- Les deux artistes reçoivent le Prix du public 2010 du Festival des arts du cirque de Genève[1].
- En 2014, ils obtiennent le Prix du public lors du Festival des arts burlesques de Saint-Étienne[1].
- Le duo remporte le Prix suisse de la scène en 2016[1].

### Site internet
- Site internet de Compagnia Baccala